# دوقية أولدنبورغ الكبرى
دوقية أولدنبورغ الكبرى (بالألمانية: Großherzogtum Oldenburg) دوقية كبرى داخل الاتحاد الألماني، ولاحقاً في الاتحاد الألماني الشمالي، تألفت من ثلاثة أجزاء من الأراضي منفصلة على نطاق واسع هي: أولدنبورغ، أويتين وبيركنفلد. تـُصنف العاشرة بين الدول الألمانية، وكان لديها صوت واحد في البوندسرات الألماني (المجلس الاتحادي) وثلاثة أعضاء في الرايخستاغ (البرلمان الألماني)
كان الجزء الأكبر من سكانها ساكسون، ولكن إلى الشمال والغرب كانت هناك العديد من المتحدرين من الفريزيين القدماء. كانت الاختلافات بين الشعبين ما تزال ملموسة إلى حد ما، ولكن الألمانية السفلى تحدث عموماُ، ما عدا في ساترلند، حيث حافظت لغة ساترلند فريزية على نفسها. السكان موزعون توزيعا غير متكافئ إلى حد ما، فبعض أجزاء أراضي الأهوار تحتوي على أكثر من 300 شخص في الميل المربع، في حين أنه في الغيست ينحدر العدد أحيانا ليصل إلى 40. عاش نحو 70٪ من السكان في المنطقة الريفية. بنت مملكة بروسيا ميناء فيلهلمسهافن على شاطئ خليج ياده على الأراضي المتنازل عنها بموجب معاهدة ياده.
هبط فيلهلم مهمة الحكم الشاقة خلال فترة الحروب النابليونية. في 1806، احتل الفرنسي والهولندي دوقية أولدنبورغ، هرب الدوق والوصي، ولكن في عام 1807 عاد فيلهلم، وانضم عام 1808 إلى اتحاد الراين. إلا إنه في عام 1810 استولى نابليون على أراضيه بالقوة لأنه رفض مبادلتها بإرفورت. قاده هذا للانضمام إلى الحلفاء، وفي مؤتمر فيينا بسبب مساعي ألكسندر الأول الحميدة، كوفأ على خدماته بإضافة أويتن وبيركنفلد لتكوين دوقية كبرى. في عام 1829، خلف أوغست والده بيتر الأول.
لم تنجُ أولدنبورغ تماما من ثورات عام 1848 التي اجتاحت أوروبا، ولكن لم تقع فيها اضطرابات خطيرة. في عام 1849، منح أوغست دستور ذو طابع ليبرالي جدا لرعاياه. حتى الآن كان قد حكم بلاده في روح من الاستبداد المستنير، التي تم تعزيزها بعدم وجود فئة مميزة من النبلاء، من قبل استقلال مقارن للفلاحين، والتي تظل الاهمية من المدن، وبالتالي كان على قدر معين من الاحتكاك لا مفر منه في عمل النظام الجديد. في عام 1852 أدخلت بعض التعديلات في الدستور، والذي ظل مع ذلك أحد أكثرها ليبرالية في الاتحاد الألماني. أجريت تعديلات هامة في النظام الإداري في عام 1855، ومرة أخرى في عام 1868، وصدر قانون ينظم شؤون الكنيسة عام 1853. في عام 1863، بدا بيتر الثاني الذي كان يحكم البلاد منذ وفاة والده في أوغست عام 1853، يميل إلى الضغط على المطالبة إلى دوقية شليسفيش ودوقية هولشتاين الشاغرتين، ولكن في نهاية المطاف في عام 1867 تخلى عن هذا في صالح المملكة من بروسيا، وحصل على بعض التعويض طفيف. في عام 1866 كان قد وقفت إلى جانب هذه السلطة ضد الإمبراطورية النمساوية وانضمت إلى الاتحاد الألماني الشمالي، في عام 1871 أن تصبح دولة من الإمبراطورية الألمانية.
0